# 曹詩
曹诗（?—?），真定府灵寿（今河北省石家庄市灵寿县）人，北宋大臣，曾祖父是开国名将曹彬，祖父侍卫亲军马军都指挥使、定国军观察留后、西上阁门副使曹琮，父亲是皇城使、嘉州防御使曹牷。

## 生平
熙宁八年（1075年）十二月十六日，以曹诗为左领军卫大将军、驸马都尉，娶宋仁宗之女鲁国大长公主。熙宁九年（1076年）十二月己亥，宋神宗以右领军大将军、驸马都尉曹诗为成州团练使。元丰四年（1081年）二月初六日，诏光州防御使、驸马都尉曹诗所生母杜氏特封安康郡太君。元丰六年（1083年）十二月，鲁国大长公主卒，因为光州防御使曹诗对公主照顾不周，被贬居家思过。其子曹晔领秦州团练使，曹旼领成州团练使。元祐元年（1086年）九月，宋哲宗责授右屯卫将军曹诗为舒州团练使、驸马都尉。元祐四年（1089年）十一月，诏命曹诗叙荣州防御使。元符元年（1098年）四月，宋哲宗想要提拔外戚，曾布推荐曹诗，宋哲宗认为不如用王师约。元符二年（1099年）四月己丑，以荣州防御使曹诗为耀州观察使。